# Сельское поселение «Икшицкое»
Се́льское поселе́ние «Икшицкое» — муниципальное образование в Чернышевском районе Забайкальского края Российской Федерации.
Административный центр — село Икшица.

## История
Статус и границы сельского поселения установлены Законом Читинской области от 19 мая 2004 года «Об установлении границ, наименований вновь образованных муниципальных образований и наделении их статусом сельского, городского поселения в Читинской области».

## Население
| 2010 | 2011 | 2012 | 2013 | 2014 | 2015 | 2016 |
| ---- | ---- | ---- | ---- | ---- | ---- | ---- |
| 260  | ↘259 | ↘257 | ↗262 | ↗265 | ↘258 | ↘242 |
| 2017 | 2018 | 2019 | 2020 | 2021 |      |      |
| ↗244 | ↘241 | ↗246 | ↘233 | ↘221 |      |      |

## Состав сельского поселения
| № | Населённый пункт | Тип населённого пункта       | Население |
| - | ---------------- | ---------------------------- | --------- |
| 1 | Икшица           | село, административный центр | ↘234      |
| 2 | Посельское       | село                         | →0        |